# Federico Ghizzoni
Federico Ghizzoni (Piacenza, 14 ottobre 1955) è un banchiere italiano, ex amministratore delegato di UniCredit.

## Biografia
Laureatosi in giurisprudenza all'Università di Parma, ha iniziato a lavorare nel mondo bancario nel 1980 in una filiale di Piacenza del Credito Italiano. Ha poi ricoperto l'incarico di direttore di filiale a Trieste nel 1988 e a Seriate nel 1990.
Ha incominciato l'esperienza all'estero nel 1992 come Vice Direttore Generale dell'ufficio di Londra e Direttore Generale dell'ufficio di Singapore. Nel 2000 è nominato Direttore del Corporate and International Banking di Bank Pekao, controllata da UniCredit. Nel 2003 comincia a lavorare in Koç Financial Services, una joint venture tra UniCredit e Koç Holding; in seguito all'acquisizione di Yapi ve Kredi Bankasi diventa COO di Koç Financial Services. Nel 2007 è nominato responsabile della attività nel Centro ed Est Europa, mentre il 3 agosto 2010 è stato nominato quarto vice-CEO di Unicredit.
Il 30 settembre 2010 è divenuto amministratore delegato di UniCredit quale successore di Alessandro Profumo, dopo che per un breve lasso di tempo (nove giorni), la carica era stata assunta ad interim dal Presidente di Unicredit Dieter Rampl. Nel suo periodo al vertice della banca ha assunto importanti incarichi all'estero, contribuendo in modo determinante allo sviluppo di mercati strategici per Unicredit, in particolare a Singapore, Austria, Turchia e Polonia.
Dal 2011 è Presidente della Filarmonica della Scala di Milano.
Il 24 maggio 2016 rassegna le dimissioni dalla carica di amministratore delegato di UniCredit. A succedergli è Mustier, nominato il 30 giugno dello stesso anno.
Dal 2017 al 2021 diventa vicepresidente di Clessidra Capital Credi SGR per poi essere nominato presidente presidente. In seguito diventa presidente  di Rothschild & Co Italia e consigliere di amministrazione dell'Università Bocconi.